# Кінкасан-Мару
Кінкасан-Мару — транспортне судно, яке під час Другої японо-китайської та Другої світової війни взяло участь у операціях японських збройних сил в архіпелазі Бісмарка.
Кінкасан-Мару спорудили в 1911 році на верфі Sir Raylton Dixon & Co. у Мідлсбро для компанії Mitsui Bussan.
2 жовтня 1941 реквізоване для потреб Імперської армії Японії. Протягом 1942-го Кінкасан-Мару здійснило численні рейси, зокрема відвідало Мако (важлива база ВМФ на Пескадорських островах у південній частині Тайванської протоки), Кап-Сен-Жак (В'єтнам), Сінгапур.
20—28 квітня 1943 Кінкасан-Мару перейшло з японського порту Саєкі до Палау (важливий транспортний хаб на заході Каролінських островів). У якийсь момент воно досягло Рабаула — головної передової бази в архіпелазі Бісмарка, з якої провадились операції на Соломонових островах та сході Нової Гвінеї. 7 червня Кінкасан-Мару у складі конвою O-704 вийшло з Рабаула та 15 червня прибуло на Палау.
На початку вересня 1943 судно перебувало в Такао (наразі Гаосюн на Тайвані), звідки 7—10 вересня перейшло до Маніли разом з конвоєм № 768, а 13—18 вересня пройшло з конвоєм № 3112 на Палау. 28 вересня Кінкасан-Мару вийшло в рейс до Рабаулу у складі конвою SO-805. Під вечір 1 жовтня за 1100 км на південний схід від Палау підводний човен Peto торпедував та потопив Кінкасан-Мару, разом з яким загинуло 3 члени екіпажу.